# Hawker Fury
Хоукер Фьюри (англ. Hawker Fury) — британский однодвигательный истребитель межвоенного периода. Представлял собой цельнометаллический одноместный биплан с открытой кабиной и неубирающимся шасси. Спроектирован в КБ фирмы «Хаукер эйркрафт» под руководством Сиднея Кэмма. Первый полет опытный «Фьюри» совершил 25 марта 1931 года. Самолет выпускался серийно с апреля 1931 года заводами фирм «Хаукер» и «Дженерал эйркрафт» в Англии, а также по лицензии в Югославии заводами «Икарус» в Белграде и «Змай» в Земуне. Самолет состоял на вооружении в Великобритании — с мая 1931 года, в Югославии — с июня 1932 года, в Иране — с 1933 года, а также в ЮАС. Самолет участвовал в гражданской войне в Испании, а также во Второй мировой войне.

## В Югославии
Прототип британского Hawker Fury Mk.I был продемонстрирован в Белграде во второй половине 1931 года. В следующем году командование Югославских ВВС заказало три таких самолёта, которые были доставлены в июне 1932 года. Эти самолёты были из первой серии, выпущенной Hawker для британских Королевских ВВС.
Югославские ВВС остались довольны этим самолётом, не в последнюю очередь из-за наличия компрессорного двигателя Rolls-Royce, поэтому комиссия, которая изучила самолёт, предложила принять этот тип самолёта на вооружение. В ВВС планировали приобрести 60 самолётов, 40 из которых должны были быть произведены в Югославии по лицензии. Поскольку двигатель Rolls-Royce был очень дорогим, оставалась проблема в выборе двигателя, которые предстояло установить на югославские Фьюри.
На объявленном в 1933 году конкурсе на покупку 20 и производстве ещё 50 лицензированных истребителей были представлены польский PZL P.11, английский Fury, французский Dewoitine D.500, голландский Fokker XVII и чехословацкий Avia B.534. После почти двух лет выбора, было принято решение купить 10 модернизированных самолётов Hawker Fury Mk.II с двигателем Rolls-Royce Kestrel XVI мощностью 745 л. с. (555 кВт).
Лицензионный договор на производство самолёта в Югославии предусматривало, что его начало наступало спустя 16 месяцев после приобретения лицензии, что привело к техническому устареванию самолёта до начала его выпуска.
Десять самолётов, приобретенных в Великобритании, были поставлены в период с сентября 1936 по июнь 1937 года. Лицензионное производство этих самолётов было организовано на заводах Икарус (24 штуки) и [[Змай]] (16 штук). Из-за задержки поставки британцам двигателей, авиационные подразделения были оснащены этими самолётами только весной 1939 года, когда самолёт уже определённо устарел. В состав JKRV в 1938 году и весной 1939 года поступили первые 12 самолётов Hawker Hurricane, а в августе 1939 года они получили и первый Messerschmitt Bf.109, который нельзя было даже сравнить с Hawker Fury. Из-за этого считается, что закупка самолётов Hawker Fury была потерянным шагом в перевооружении Югославских ВВС и неоправданно потраченными средствами налогоплательщиков.
Фьюри поступили на вооружении 4-го авиационного полка в Загребе, а позже в недавно образованный 5-й авиационный полк, дислоцированный в Нише, где они также застали начало военных действий апрельской войны. Несколько экземпляров были направлены в 3-ю учебную школу.

## В ВВС Испании
В 1935 году правительство Испании заказало 3 Hawker Fury и договорилось о лицензии на выпуск ещё 50 самолётов. У испанской модификации шасси были конструктивно схожими с применявшимися на Gloster Gladiator, двигатель —  Hispano Suiza 12X BRS (612 л.с./457 кВт), BRS мощностью 457 кВт (612 л.с.), что позволяло развивать скорость до 377 км/ч.
3 Hawker Spanish Fury были отправлены без вооружения в Испанию 11 июля 1936 года, незадолго до начала гражданской войны. Прибывшие машины должны были стать образцами для их последующего строительства на заводе Hispano-Suiza в Гвадалахаре, чтобы заменить устаревшие Nieuport-Delage NiD 52, но с началом войны работы были свёрнуты. В связи с начавшимися боевыми действиями они были переведены ВВС республиканской Испании, где на них поставили снятое с других самолётов вооружение.
Один из этих «Фьюри», пилотируемый сержантом Феликсом Уртуби, совершил вынужденную посадку на территории франкистов, был захвачен и отремонтирован, но в эксплуатацию ими не вводился. Сержанту Уртуби удалось покинуть самолёт и вскоре добраться до республиканской зоны. Еще один самолет республиканцы использовали во время обороны обороны Мадрида, пока он не был сбит в ноябре 1936 г. Третий самолет оставался на вооружении республиканцев до середины 1938 г., когда его списали из-за отсутствия запасных частей. 

## В составе ВВС ЮАС
ВВС ЮАС приобрели 7 машин в 1937 году. С началом Второй мировой войны из резерва RAF им передали ещё 24 такие машины.

## Эксплуатанты
Великобритания
- Royal Air Force[6]: эскадрильи №№ 1 (02.32-11.38), 25 (02.32-10.37), 41 (10.37-01.39), 43 (05.31-01.39), 73 (03.37-07.37), 87 (03.37-06.37)

 Королевство Югославия
 Королевские военно-воздушные силы Югославии
 Иран
- ВВС Ирана: 16+6 самолётов

 Вторая Испанская Республика 
- ВВС республиканской Испании — 3 самолёта;

 Норвегия
- Воздушные Силы армии Норвегии — 1 самолёт.

 Португалия
- ВВС Португалии: 3 самолёта, использовались с 1934 по 1943 гг.

 Южно-Африканский Союз
- ВВС ЮАС: 7+24 самолёта.